# Apterosperma
Apterosperma es un género monotípico de la familia  Theaceae. Su única especie es:  Apterosperma oblata, originaria de China.

## Descripción
Arbusto o árbol que alcanza un tamaño de 3-10 m de altura. Las ramas jóvenes de color marrón, glabras, salvo las ramitas del año en curso, que son pubescentes. Las hojas se congregan en los ápices; con pecíolos de 3,3-6 mm, pubescentes; las láminas son oblongo-elípticas a oblongas, de 50-10 x 1,5-3 cm, coriáceas, el envés de color verde claro y pubescente cuando jóvenes, pero posteriormente glabrescentes, el haz de color verde oscuro y glabras.
Las inflorescencias con flores alternas, solitarias, de 1,5 cm de diámetro. Pedicelos de 4-5 mm, pubescente; bractéolas cerca de los sépalo. Los sépalos son 5, persistentes, ovado-orbiculares, de 4 mm, los 5 pétalos, de color amarillo pálido. El fruto en forma de cápsula achatada, de 5,6 × 10,8 mm. Semillas de color marrón, reniformes,  sin alas o con un ala apical muy estrecha. Florece a finales de la primavera y florece a finales del verano o principios de otoño. 
El número cromosomático es de n = 30.

## Distribución y hábitat
Descubierta por primera vez en la década de 1960, la especie se cree extinguida en su hábitat original, el Monte Hewei. Se han identificado especímenes en Xinyi en Guangdong y Guangxi en Guping, donde se encuentra en los bosques que quedan por debajo de los 600 m s. n. m.

## Taxonomía
Fue descrita por Hung T.Chang y publicado en Acta Scientiarum Naturalium Universitatis Sunyatseni 15(2): 91, en el año 1976.